# Kanumarathon-Weltmeisterschaften 2009
Die 17. Kanumarathon-Weltmeisterschaften fanden vom 19. bis 20. September 2009 im portugiesischen Vila Nova de Gaia statt. Der austragende Verband war die ICF.
Die Länge der Strecke betrug 26,8 km, beim Männer-Kajak 30,1 km.
Es wurden vier Wettbewerbe für Männer und zwei Wettbewerbe für Frauen ausgetragen.

## Medaillengewinner

### Herren

#### Canadier
| Disziplin | Gold                           | Zeit         | Silber                                | Zeit         | Bronze                                      | Zeit         |
| --------- | ------------------------------ | ------------ | ------------------------------------- | ------------ | ------------------------------------------- | ------------ |
| C1        | Ungarn Edvin Csabai            | 1:58:33,04 h | Kroatien Manuel Antonio Campos        | 1:58:36,97 h | Deutschland Michael Franz                   | 1:58:40,03 h |
| C2        | Ungarn Edvin Csabai Peter Nagy | 1:52:21,03 h | Spanien Ángel Rivademar David Mascato | 1:54:53,95 h | Frankreich Stéphane Hascoët Mathieu Beugnet | 1:55:02,58 h |

#### Kajak
| Disziplin | Gold                                       | Zeit         | Silber                                   | Zeit         | Bronze                            | Zeit         |
| --------- | ------------------------------------------ | ------------ | ---------------------------------------- | ------------ | --------------------------------- | ------------ |
| K1        | Spanien Manuel Busto                       | 2:08:21,63 h | Vereinigtes Königreich Benjamin Brown    | 2:08:28,51 h | Portugal José Ramalho             | 2:08:31,79 h |
| K2        | Spanien Emilio Merchan Alonso Alvaro Fiuza | 1:58:22,69 h | Südafrika Shaun Rubenstein Anthony Stott | 1:58:24,11 h | Tschechien Jakub Adam Petr Jambor | 1:58:29,35 h |

### Damen

#### Kajak
| Disziplin | Gold                                              | Zeit         | Silber                             | Zeit         | Bronze                              | Zeit         |
| --------- | ------------------------------------------------- | ------------ | ---------------------------------- | ------------ | ----------------------------------- | ------------ |
| K1        | Portugal Beatriz Gomes                            | 1:58:41,13 h | Ungarn Renáta Csay                 | 1:58:42,55 h | Vereinigtes Königreich Lani Belcher | 1:58:52,71 h |
| K2        | Dänemark Anne Lolk Thomsen Henriette Engel Hansen | 1:51:03,53 h | Ungarn Renáta Csay Berenike Faldum | 1:51:04,30 h | Portugal Beatriz Gomes Joana Sousa  | 1:52:04,37 h |

## Medaillenspiegel
| Rang   | Nation                 | Gold | Silber | Bronze | Gesamt |
| ------ | ---------------------- | ---- | ------ | ------ | ------ |
| 1      | Spanien                | 2    | 2      | 0      | 4      |
| 1      | Ungarn                 | 2    | 2      | 0      | 4      |
| 3      | Portugal               | 1    | 0      | 2      | 3      |
| 4      | Dänemark               | 1    | 0      | 0      | 1      |
| 5      | Vereinigtes Königreich | 0    | 1      | 1      | 2      |
| 6      | Südafrika              | 0    | 1      | 0      | 1      |
| 7      | Deutschland            | 0    | 0      | 1      | 1      |
| 7      | Frankreich             | 0    | 0      | 1      | 1      |
| 7      | Tschechien             | 0    | 0      | 1      | 1      |
| Gesamt | Gesamt                 | 6    | 6      | 6      | 18     |